# Kiranomena
Kiranomena è una città e comune del Madagascar situata nel distretto di Fenoarivobe, regione di Bongolava. 
La popolazione del comune rilevata nel censimento 2001 era pari a 23 914 unità.